# 手術刀大樓
手術刀大樓（英語：The Scalpel），位於英國倫敦商業區的石灰街，是一棟2018年完工的辦公大樓。手術刀大樓這名稱原本是《金融时报》因應大樓獨特棱角分明設計所給予的暱稱，及後被採用為官方名稱。大樓高190米（620英尺），共38層，由KPF建築事務所設計，為W·R·伯克利公司興建，是它在歐洲的總部。

## 外部連結
- http://thescalpelec3.co.uk （页面存档备份，存于）

51°30′48″N 0°04′53″W / 51.513258°N 0.081453°W